# Malans (Zwitserland)
Malans is een gemeente en plaats in het Zwitserse kanton Graubünden, en maakt deel uit van het district Landquart.
Malans telt 2153 inwoners en is het zuidelijkste dorp van de Bündner Herrschaft in het Rijndal. Het dorp ligt aan het traject Landquart-Davos van de smalspoorbaan Rhätische Bahn.